# Banka PAGI
Banka PAGI (hebrejsky: בנק פאג"י, Bank PAGI, plným jménem Banka Po'alej Agudat Jisra'el, hebrejsky: בנק פועלי אגודת ישראל, anglicky: Bank Poaley Agudat Israel, nebo Bank PAGI) je izraelská banka, kterou ovládá finanční skupina First International Bank of Israel.

## Popis
Banka vznikla jako satelitní organizace napojená na ultraortodoxní hnutí Po'alej Agudat Jisra'el. Podle údajů z roku 2010 měla banka 19 poboček. Jejím ředitelem byl rabín a politik Avraham Verdiger. First International Bank of Israel několik měsíců předtím získala dodatečný menšinový balík akcií, čímž získala plnou kontrolu nad tímto ústavem. Počáteční majetkový vstup First International Bank of Israel do Banky PAGI se odehrál již roku 1977.
Podle dat z roku 2010 byla Banka PAGI patnáctým největším bankovním ústavem v Izraeli podle výše celkových aktiv. Není ale považována za samostatného hráče na bankovním trhu a je součástí First International Bank of Israel, jež je pátou největší izraelskou bankou.